# Chevrolet Del Ray
Der Chevrolet Del Ray war ein Full-Size-PKW, der nur im Modelljahr 1958 von Chevrolet als Einstiegsmodell und Nachfolger des One-Fifty Serie 1500 hergestellt wurde. Die Ausstattung war gegenüber dem Bel Air und Impala deutlich einfacher gestaltet, z. B. mit Gummimatten statt Stoffteppich. Die Unterscheidung zum Bel Air und Impala erfolgt über den geringeren Chromzierat und nur zwei statt drei Rückleuchten bei Limousinen und Coupés. In den USA wird das Fahrzeug auf Grund der Gesamtlänge und des Radstandes zu den Full-Size Cars gezählt. Die durchschnittliche Ausstattung und die Marktposition der Marke Chevrolet lässt den Biscayne in Europa zur Mittelklasse zählen.
Die Seriennummer 1100 bezeichnete dabei die Sechszylindermodelle, deren Hubraum 3.858 cm3 betrug und die 145 PS (107 kW) bei 4.200 min−1 leisteten. Die Seriennummer 1200 bezeichnete dabei die V8-Modelle. Die Motoren hatten einen Hubraum von 4.638 cm3 und Leistungen von 185 PS (136 kW) bei 4.600 min−1 (Standard) oder 230 bhp (169 kW) bei 4.800 min−1 (Super Turbo-Fire). Verfügbar war auf Wunsch auch ein V8 mit 5.703 cm3 Hubraum und 250 PS (184 kW) bei 4.400 min−1 (Turbo-Thrust), 250 PS (184 kW) bei 5.000 min−1 (Ram-Jet Fuel Injection), 280 PS (206 kW) bei 4.800 min−1 oder 315 PS (232 kW) bei 5.600 min−1 (beide: Super Turbo-Thrust).
Der Del Ray wurde in sechs Karosserievarianten ausgeliefert: Zwei sechssitzige Limousinen mit zwei oder vier Türen, ein „Utility Sedan“ (= Business-Coupé mit nur einer Sitzbank und drei Sitzplätzen), ein „Sedan Delivery“ (= zweitüriger Kombi nur mit Fahrersitz) und zwei sechssitzige Kombis mit drei sowie fünf Türen. Die beiden Kombis trugen die Bezeichnung Yeoman.
Die Preise begannen bei rund 2.000 USD für den 2-türigen Utility Sedan und reichten bis 2.500 USD für den 4-türigen Station Wagon mit 6 Sitzplätzen. Die gängigen Extras wie Klimaanlage, Radio, Servolenkung und Bremskraftverstärker waren ebenfalls verfügbar.
Nach nur einem Produktionsjahr verschwand der Del Ray wieder und wurde durch den Biscayne Serien 1100 / 1200 ersetzt.
Verfügbare Motoren zum Teil gegen Aufpreis waren:
| Typ                        | Hubraum [cm3] | Verdichtung | Vergaser                    | Auspuff | Leistung [PS / kW] | bei Drehzahl [min−1] |
| -------------------------- | ------------- | ----------- | --------------------------- | ------- | ------------------ | -------------------- |
| 6-Zylinder-Reihe           | 3.858         | 8,25:1      | Ein Doppelvergaser          | Einfach | 145 / 107          | 4.200                |
| Turbo-Fire V-8             | 4.638         | 8,5:1       | Ein Doppelvergaser          | Einfach | 185 / 136          | 4.600                |
| Super Turbo-Fire V-8       | 4.638         | 9,5:1       | Ein Doppel-Registervergaser | Einfach | 230 / 169          | 4.800                |
| Turbo-Thrust V-8           | 5.692         | 9,5:1       | Ein Doppel-Registervergaser | Doppelt | 250 / 184          | 4.400                |
| Super-Turbo-Thrust V-8     | 5.692         | 9,5:1       | Drei Doppelvergaser         | Doppelt | 280 / 206          | 4.800                |
| Super Turbo-Thrust V-8     | 5.692         | 11,0:1      | Drei Doppelvergaser         | Doppelt | 315 / 232          | 5.600                |
| Ram-Jet Fuel Injection V-8 | 4.638         | 9,5:1       | Einspritzung                | Einfach | 250 / 184          | 5.000                |

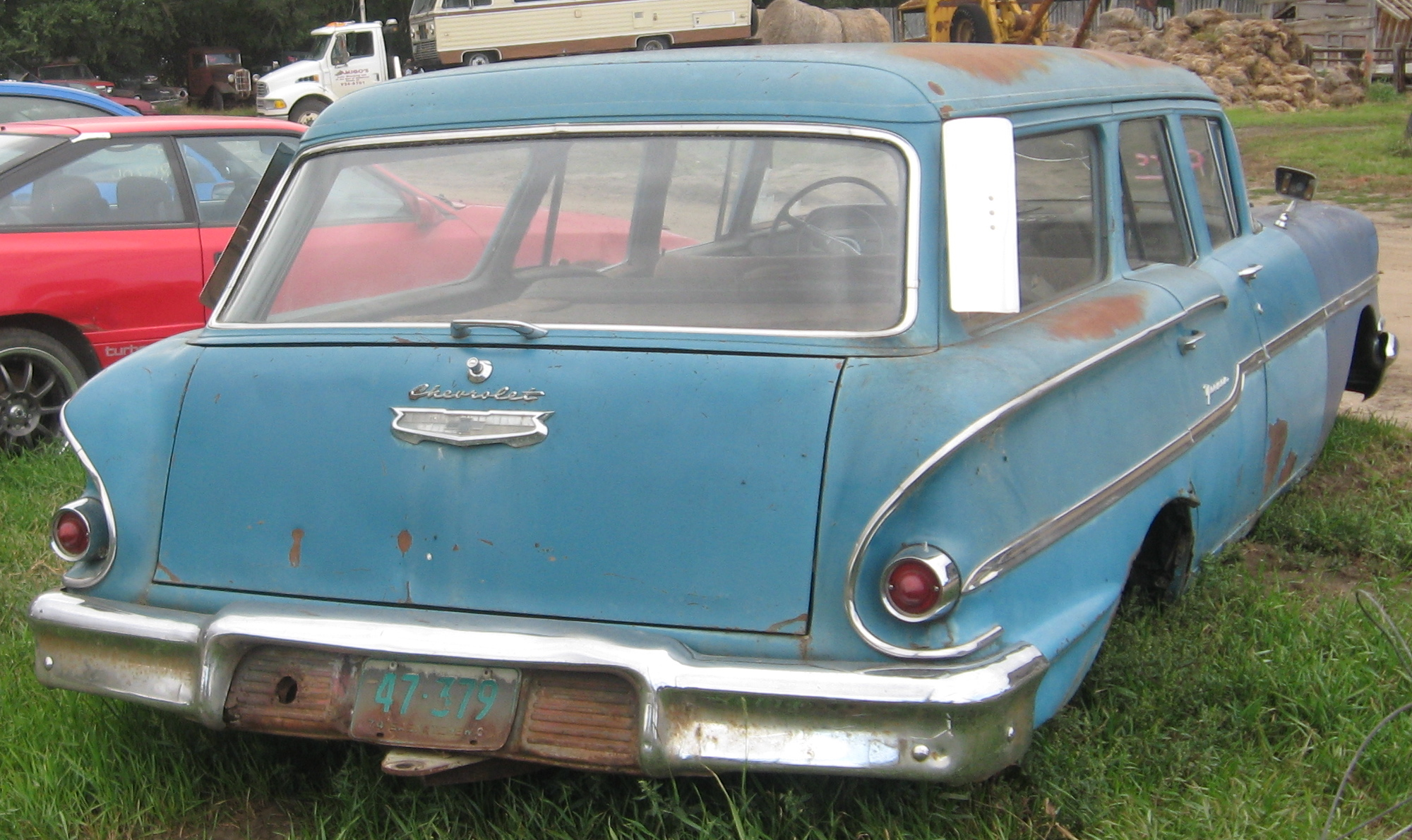
1958 Del Ray Yeoman
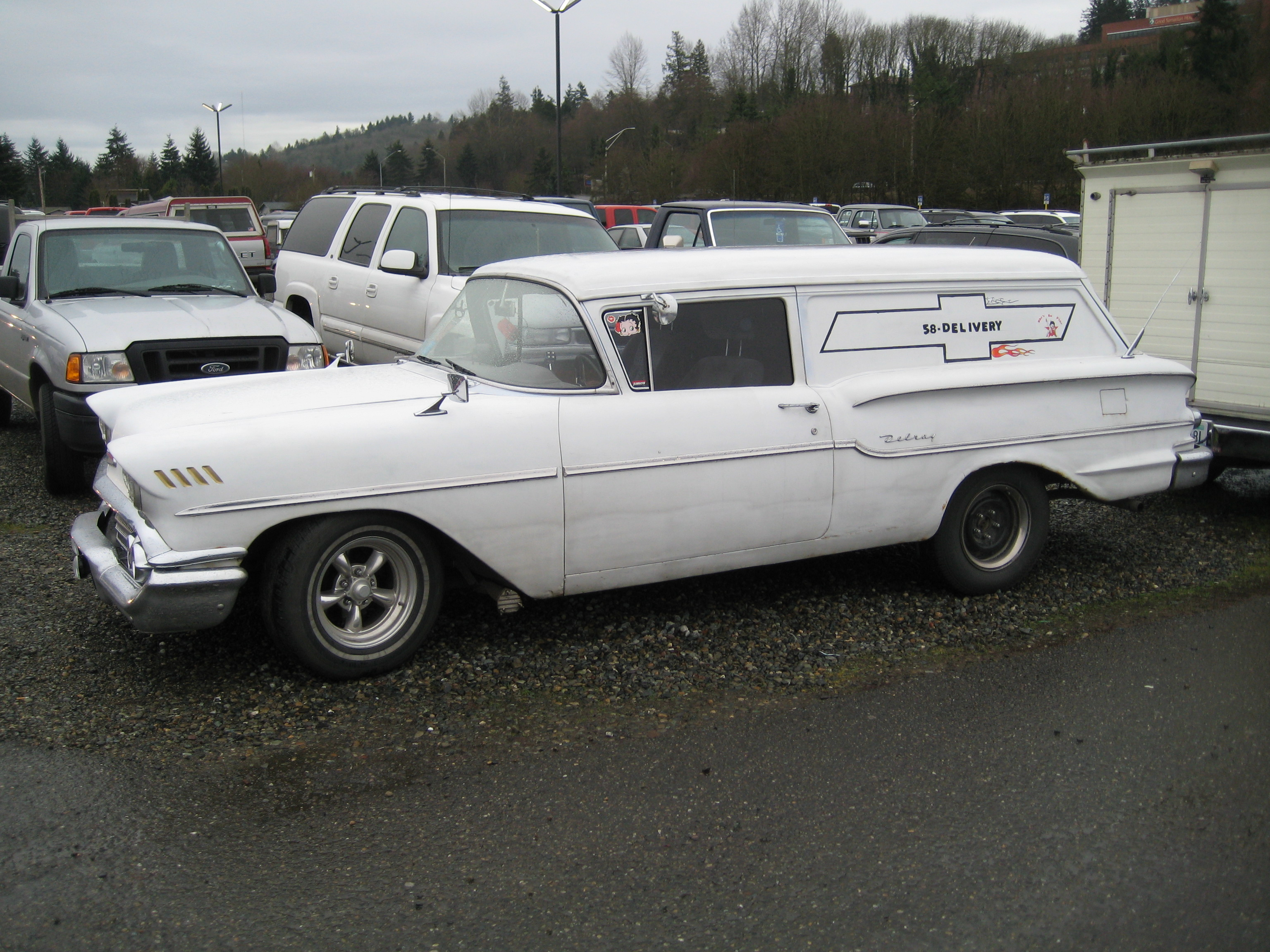
1958 Chevrolet Del Ray Sedan Delivery (Kastenwagen)
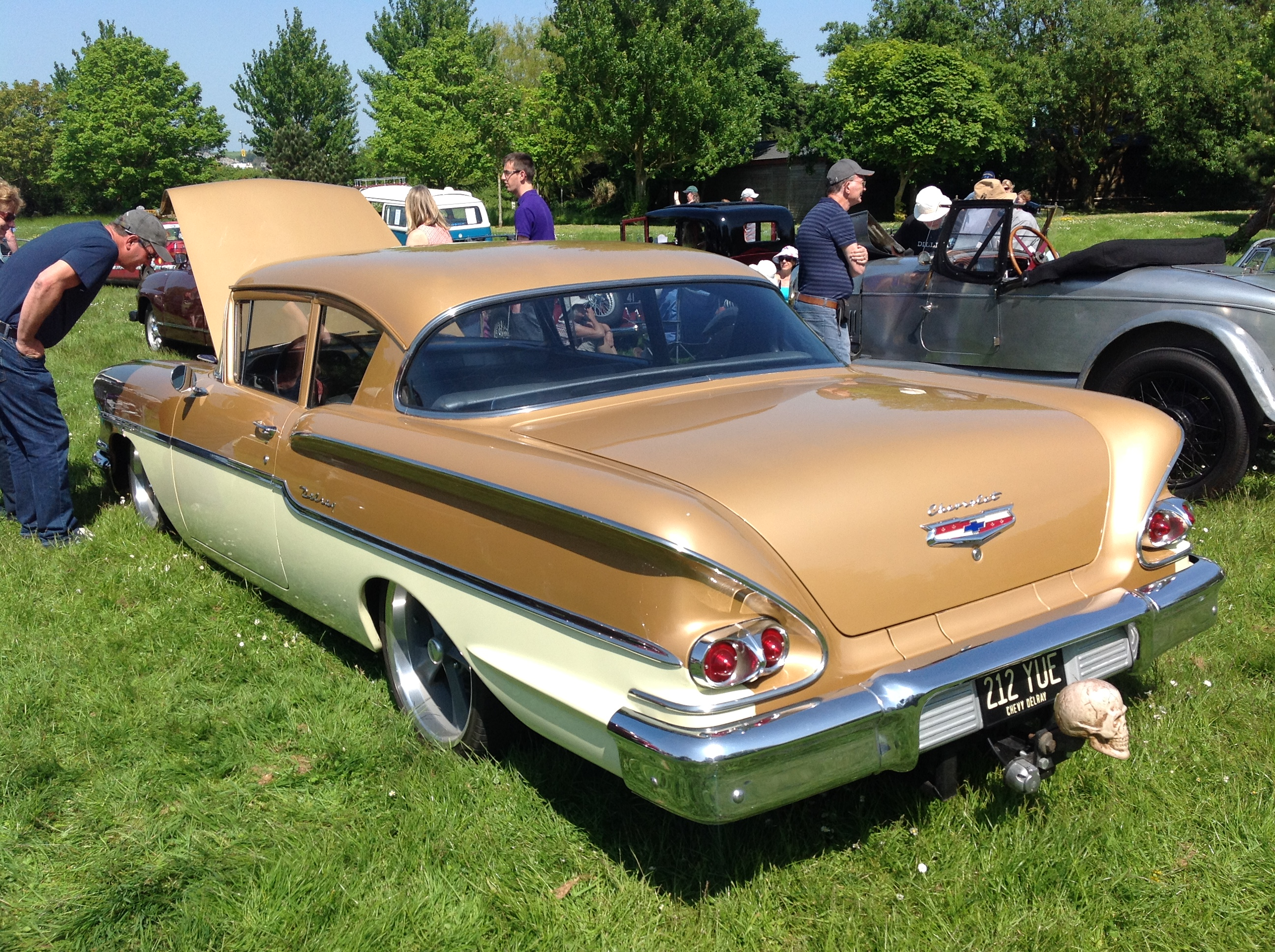
1958 Chevrolet Del Ray Heckansicht